# Trichostomum paludicola
Trichostomum paludicola là một loài rêu trong họ Pottiaceae. Loài này được (Broth.) Hilp. mô tả khoa học đầu tiên năm 1933.